# 单刺盾牌蟹
单刺盾牌蟹（学名：Percnon guinotae）为方蟹科盾牌蟹属的动物。分布于圣诞岛及印度尼西亚以及中国大陆的西沙群岛、海南岛等地，生活环境为海水，常见于潮间带的珊瑚礁间。